# 三斑藍子魚
三斑藍子魚（學名：Siganus trispilos）為輻鰭魚綱鱸形目刺尾魚亞目藍子魚科的其中一種，於1977年由魚類學家David J. Woodland和 Gerald R. Allen首次正式描述，模式產地為西澳大利亞西北角的坦塔比迪溪(Tantabiddi Creek)，分布於西澳大利亞海域，棲息深度3-5公尺，本魚體呈橢圓形，身體橫向壓縮，深度約為標準長度的兩倍，尾鰭深叉，前鼻孔開口是一根管子，延伸到鼻孔後方形成寬瓣，背鰭前部有一個平臥的脊椎，整體顏色為鮮豔的黃色，上側有三個大的深棕色斑點，頭部、上側和身體下表面有微小的藍色單眼，有一條傾斜、不明確的棕色條紋貫穿眼睛，背鰭硬棘13枚、背鰭軟條10枚、臀鰭硬棘7枚、臀鰭軟條9枚，鰭刺內有毒腺。體長可達25公分，棲息在珊瑚礁區，以藻類為食。 

## 擴展閱讀
維基物種上的相關：三斑藍子魚